# Цауне Юлій Семенович
Ца́уне Юлій Семенович  (4 березня 1862, Сааремаа, Ліфляндська губернія, Російська імперія (на даний час Естонія) — 1930, Харків) — український архітектор, художник, педагог латвійського походження, голова ради євангелічно-лютеранської громади Вознесіння.

## Біографія
Народився майбутній архітектор у Ліфляндії (Сучасні Латвія та південна частина Естонії) 4-го березня 1862 (за новим стилем). 25 березня того ж року хрещений Юлієм Ернестом, про що свідчить запис пастора Адзеля Юлія фон Разіна. Звістка міститься у копії витягу з реєстру народжених і хрещених за 1862 рік Адзельської церковної книги №30 у місті Адзелі поблизу містечка Марієнбург (після 1918 р. – Алуксне). 
Про дитячі роки Юлія Семеновича Цауна практично нічого не відомо. Народився в сім'ї утримувача заїжджого двору поблизу Марієнбурга Симона (Симоніса) Цауне, який був зарахований до селянського стану. До цього стану належала його дружина. Відомо також, що молоді батьки Цауне служили у місцевого барона. Батько – кучером, а мати – покоївкою. Прізвище Цауне (Сaune) дуже поширене в Латвії воно означає латиською мовою – куниця. 
У сім'ї були й інші діти, долю яких поки що не з'ясовано. Початкову освіту Юлій отримав частиною будинку, частиною в місцевому пансіоні, а в грудні 1878 року юного Цауне відвезли до Петербурга і віддали на навчання до найзнаменитішої німецької школи імперії - Пітершулле і відразу в четвертий клас. 
1881 року Ю.С. Цауне закінчив на відмінно додатковий клас Головного німецького училища святого Петра. У атестаті він мав усі п'ятірки, крім кількох четвірок, про що «каже» його свідчення. Майбутній архітектор, у тому ж 1881 року, 20 листопада подає прохання про зарахування їх у вільних слухачів, до найпрестижнішого вищого художнього училища у сфері образотворчих мистецтв Російської імперії – Імператорську академію мистецтв (на архітектурне відділення). Куди і був прийнятий того ж року.
Куди і був прийнятий того ж року. У академії він навчався таких великих педагогів тієї епохи і неповторних майстрів малюнка, як П.П.Чистяков. Цауне навчався вже в той час, коли новим статутом від 30 серпня 1859 було повністю змінено викладання наук за двома відділеннями академії: одне з живопису та скульптури, інше – з архітектури. Загальні науки, куди доти зверталося трохи уваги, посіли почесне місце у обох відділеннях. Для архітекторів було запроваджено викладання математики, фізики та хімії. Також було встановлено три ступені звання класних художників. Той, хто отримав першу золоту медаль, набуває разом із званням класного художника 1-го ступеня чин 3-класу і право бути посланим за кордон для вдосконалення майстерності. 
Навчальний курс Цауне закінчив у 1886 році, а художньо-архітектурний у 1890 році з великою срібною медаллю та правом зводити споруди. Під час навчання він брав участь у будівництві Нарвської електростанції на річці Нарова. Ця його робота виявилася єдиною виконаною ним на батьківщині, у Прибалтиці. Після закінчення академії молодий архітектор отримав призначення до Таврійської губернії, до Севастополя. Саме сюди дісталася залізнична гілка і місто почало швидко розвиватися. В історії Російської імперії це був період залізничної будівельної лихоманки. Одна за одною будувалися залізниці та подальша доля Ю.С. Цауне, так чи інакше, була пов'язана з цим, у той період найдинамічнішим видом транспорту. З Петербурга він приїхав з дружиною-Євдокією Іванівною Цауне (Її дошлюбне прізвище не встановлено), яка, швидше за все, була уродженкою Петербурга. Пізніше у них народилися діти: Дмитро і Єлизавета. Їхні сліди поки що не виявлені, хоча в Прибалтиці залишилася велика кількість родичів (батько, мати, брати і т.д.). Але Цауне не прагнув у Ліфляндію і приїжджав сюди лише один раз на похорон батька. 
Подальша біографія досить точно простежується за документами: його службове зростання, місця проживання і навіть заробітна плата. Ю.С. Цауне розташувався в Харкові з 16 вересня 1898, хоча перебував у місті і раніше, про що свідчить секретна записка з канцелярії харківського губернатора від 5 вересня 1901 про «благонадійність» у суспільному та політичному відношенні претендента на посаду викладача ХТІ Ю.С. Цауне. Як уже було сказано, у 1901 році Юлій Семенович подав свою кандидатуру на вакантну посаду викладача малювання та креслення у нещодавно відкрившимуся в Харкові першому технічнічному вузі в українських губерніях Російської імперії та другому за часом створення технологічний інститут у масштабах усієї імперії – Харківський технологічний інститут. При подачі прохання на призначення на посаду, Цауне описує свою колишню біографію, яка і проливає світло, на слабкий відомий період його життя, починаючи з закінчення академії і до призначення на посаду в Харкові.
У проханні Цауне описує, що протягом усього академічного часу працював у петербурзьких архітекторів у їхніх будівельних бюро та на будівлях, а також викладав малювання у чоловічому 5-класному пансіоні Крумбольтца в Петербурзі. З 1890 почалася його самостійна будівельна діяльність: з 1890 по 1892 він займався будівництвом палацу, школи та лікарні у княгині Щербатової в Подільській губернії в місті Кам'янець-Подільському.
У 1892 році він вступив на посаду позаштатного архітектора Управління Лозівсько-Севастопольської залізниці у місті Севастополь, де створював проекти різних цивільних споруд та провадив споруди, як від казенної залізниці, так і приватні.
У 1894 Юлій Семенович за свою успішну роботу був удостоєний отримати з кабінету Його Величності «Найвище наданий» золотий годинник.
При реорганізації залізничного управління у 1895 році та створенні Курсько-Харково-Азовської залізниці (і перенесенням управління до міста Харкова), він був призначений на посаду помічника начальника служби колії третьої ділянки.
27 червня 1896 р. наказом Міністерства шляхів сполучення Цауне було визначено на державну службу безпосередньо за Міністерством шляхів сполучення, а наступним наказом від 26 липня 1896 р. № 1586 – відряджено до технічного відділу для складання проекту перебудови Харківського вокзалу. 
Крім вокзалу Цауне зводить будівлі, що розташовані біля нього: будівля центральної електростанції та будівлі амбулаторної лікарні. У наш час із усіх цих споруд зберігся лише фрагмент старого вокзалу, який дуже органічно було «вписано» у новий вокзал. Він був зведений 1952 за проектом харківських архітекторів Г.І. Волошина, Б.С. Мезінцева та Є.А. Лимаря, був зведений у стилі неокласицизму. Сьогодні тут розташована касова зала.
Перебудова харківського вокзалу була все міською подією, яка неодноразово висвітлювалася в тодішній пресі зокрема у Харківських губернських відомостях та газеті «Южний край». У газетах фігурує не тільки такі відомості, як анонси початку будівництва, а й описи екстер'єру та інтер'єру вокзалу, а також технічні характеристики.
У цей же період Цауне починає зводити будівлю, яка була одним із перших його приватних замовлень у Харкові. 1898 року Ю.С. Цауне подає прохання від імені І.А. Пенського в міську управу на будівництво кам'яного 2-х поверхового будинку по вулиці Максиміліановській 7. Загалом, це був сусідній будинок від того, в якому проживав сам архітектор на той час. З1898—1802 рр. — завідував технічним відділом на будівництві Вовчансько-Купянської і Керченської ліній.
Після будівництва вокзалу архітектор у 1902 році завершує будівництво малого театру по вулиці Харківській набережній №6
З першого вересня 1901 Юлій Семенович приступив до проведення занять з креслення на другому курсі в кількості чотирьох годин і чотирьох годин малювання на першому курсі з першого жовтня 1901 року. Його вести була 900 рублів на рік.
Початок нового століття ознаменував новий період у житті видатного архітектора. 1900 року йому надають за вислугою років чин надвірного секретаря. 1904 року Юлій Семенович перейшов з роботи за наймом на штатну посаду викладача малювання, креслення та архітектурного проектування Харківського технологічного інституту. Також у період Цауне викладає у малярно-декоративної школі при Товаристві поширення у народі грамотності.
1904 видався досить плідним і бурхливим у житті харківського архітектора, він добудовує вознесенську жіночу гімназію (сучасний пров. Мар'яненко № 4), закінчує роботу в будівельному комітеті з питання перебудови Харківської пересильної в'язниці. За що було представлено до нагород. У тому ж році Цауне виступив кандидатом на вакантну посаду міського архітектора, що відкрилася, про що свідчить відповідь на запит директора ХТІ з міської управи. Цей момент висвітлювався в пресі того часу, в газеті Південний край містилася замітка «ПРИЗНАЧЕННЯ: На посаду харківського архітектора замість М.І. Дашкевича, як ми чули, виявив бажання поступити архітектор Ю.С. Цаун. Якого і мається на меті призначити.
Однак із невідомих для нас на сьогодні причин, міським архітектором Цауне так і не став. Першого січня 1904 року Юлію Семеновичу був наданий перший російський орден Св. Станіслава ІІІ ступеня за відмінну «службу та особливу працю», а в 1905 був наданий чин Надвірний радника.
Наприкінці січня 1904 року Ю.С. Цауне бере участь у «приватній нараді голосних та запрошених осіб» з питання перебудови критого ринку Благовіщенського базару, крім Цауне у нараді брали участь О.М. Бекетов, І.І. Загоскін, З.І. Харманська.
2 травня 1905 року в пресі з'являється замітка про створення комісії з будівництва нової будівлі амбулаторної лікарні Червоного хреста, проект якої підготував архітектор Цауне з кошторисом 27 тисяч рублів. Під час зведення нової будівлі, будівництвом якої керував Цауне, одночасно відбувався ремонт стаціонарної лікарні Червоного хреста та інших приміщень. 
Влітку 1905 Цауне отримав дозвіл на закордонне відрядження до Бельгії та Німеччини для вивчення модерної будівельної справи. У 1906 році, в період першої російської революції, вмирає батько Юлія, Ернест Цауне і архітектор бере відпустку для поїздки до Марієнбурга, вперше після стільки років розлуки з близькими. Відпустка планувалася з 15 по 14 листопада 1906 року. 
Початок XX століття приніс Цауне просування як відомого приватного архітектора й службовий рост. В 1907 року Ю.С. Цауне стає тимчасовим виконувачем обов'язків архітектора інституту (до звільнення статського радника академіка архітектури М.І. Ловцова). У тому ж 1913 Юлій Семенович Цауне був наданий за вислугою років, наказом по цивільному відомству від 30 серпня № 61 в чин колезького радника. Таким чином, його перший період перебування у Харкові ознаменувався крутим злетом кар'єрними сходами. Показовим були зміни місця проживання архітектора у Харкові. Спочатку він проживав на вулиці Максиміліанівській, 7. Пізніше він проживав на вулицях Мироносицькій, Пушкінській, Каплунівській (у наш час - вул. Червонопрапорна). Ці переїзди були пов'язані з поліпшенням його житлових умов у зв'язку з підвищенням суспільного та економічного статусу. 
Новий етап творчості архітектора був пов'язаний із бурхливим будівництвом у Харкові в епоху імперіалізму. Цауне енергійно включився у зведення різноманітних будівель як державних, так і приватних. Архітектор паралельно зводив по два-три, а то й більше будівель. Цауне будує житлові будинки, особняки, банківські та судові будівлі, гімназії, а 1913 року зводить синагогу за адресою провулок Кравцова 15, (пров. пер. Мордвиновський). Так тривало до Першої світової війни. Незважаючи на погіршення здоров'я, Цауне продовжує старанно працювати як на приватній основі, так і в інституті. У 1912 році указом № 37 від 11 червня 1912 року цивільного відомства зроблено за вислугою років у чин статського радника. На початку XX століття чин статського радника втратив те значення, що мав ще у середині ХІХ століття. Чин статського радника замикав 1-у групу чиновництва Табеля про ранги. Ця група (з 1-го до 5-го класу) об'єднувала представників вищої номенклатури визначальних курс політики держави. 
З 1923 по 1926 рік Юлій Семенович Цаун займав посаду викладача в Харківському будівельному технікумі імені Г.І Петровського. При цьому останній рік роботи він обіймав штатну посаду та вважався викладачем першого розряду. Заробітна плата викладача-архітектора становила 145 рублів щомісячного платню, що не могло зрівнятися з його дореволюційними заробітками. 
У 1930 році він, мабуть, помер. Навіть сама смерть архітектора пройшла непоміченою для харківського суспільства, точна дата його смерті залишається невідомою. Найраніша з можливих дат – 1929 рік, а Юрій Лейбфрейд, історик архітектури, стверджує, хоча під питанням, що це був 1930 год. Можливо, це був і 1931, а може і наступний. Принаймні у харківських довідкових виданнях його ім'я востаннє зустрічається саме 1930 року. За розповідями деяких краєзнавців Харкова, його могила зберігалася на другому міському цвинтарі (лютеранській частині) ще у вісімдесяті роки минулого століття.

## Творчість

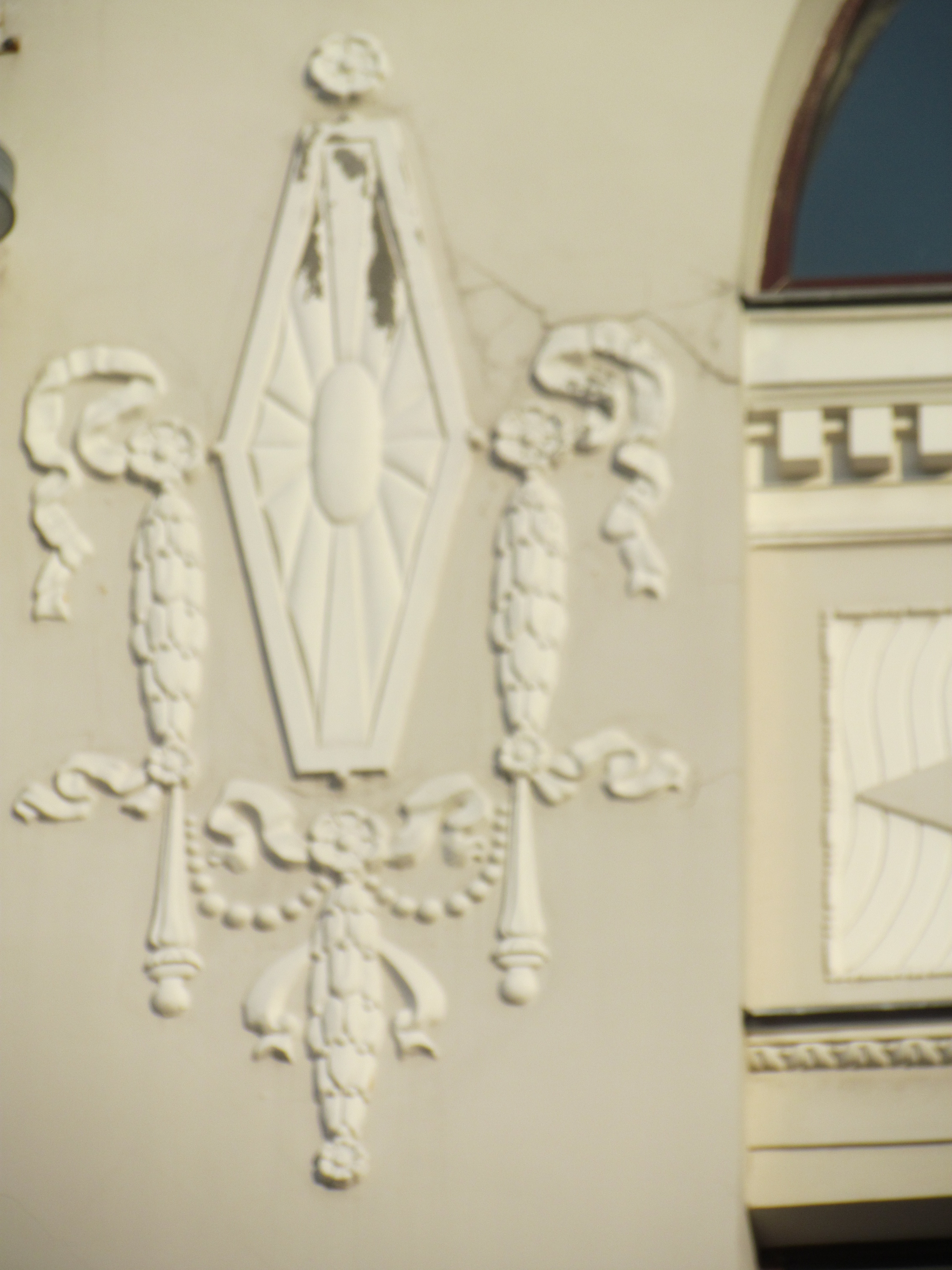
Оздоблення будинку. Харків, вул. Сумська, 44.
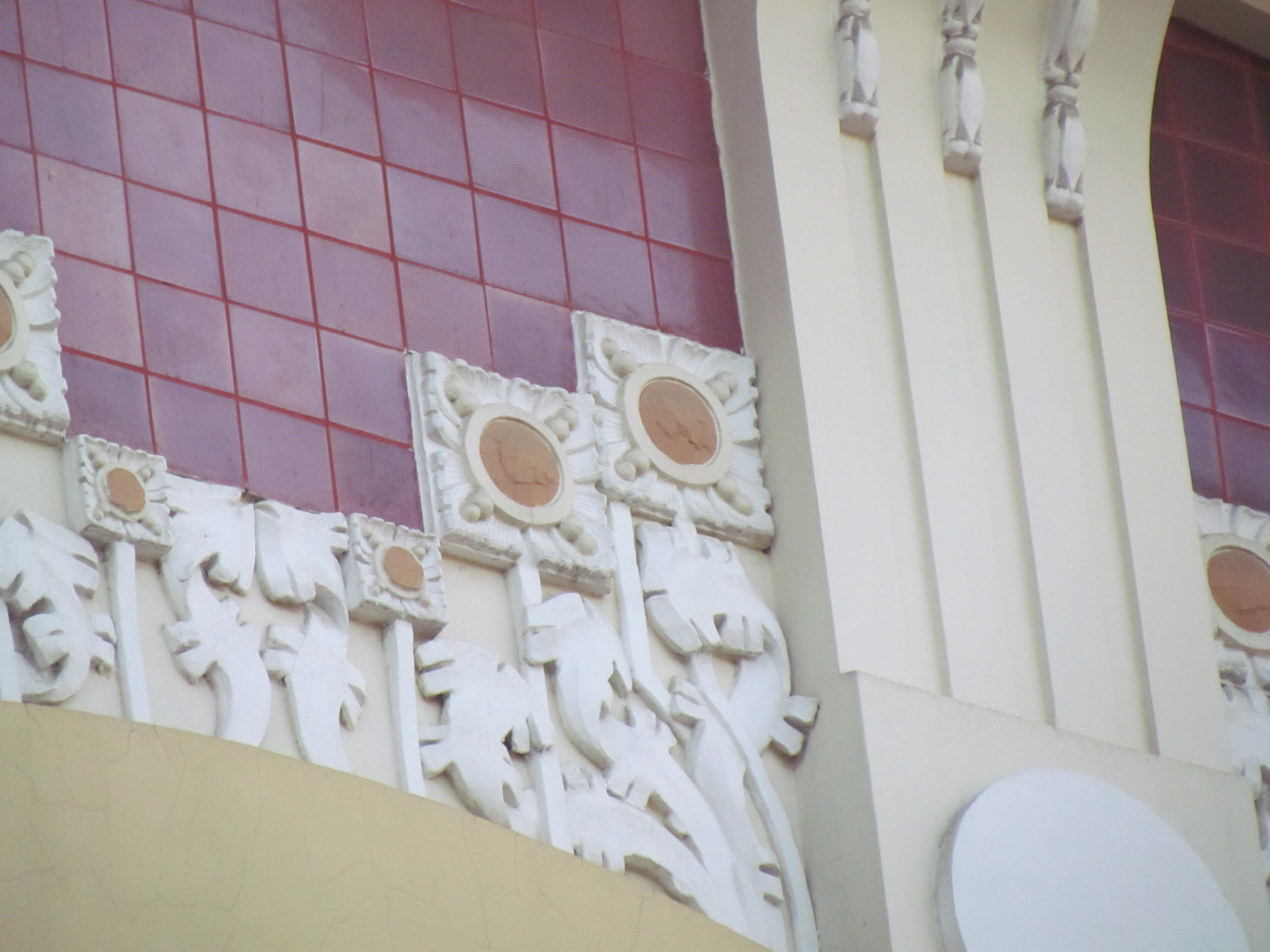
Харків, вул. Пушкінська, 53.

Багато будинків, споруджених за проектами Ю. С. Цауне, мають статус пам'яток архітектури Харкова.
- 1896 р. — разом із Д. Шпілером перебудовує Харківський вокзал за проектом С. І. Загоскіна[13].
- Поч. XX ст. — готель «Версаль», вул. Конторська, 1-а. Охоронний № 293.
- Поч. XX ст. — житловий будинок по вул. Садовій, 6. Охоронний № 201. (авторство Ю. С. Цауне імовірне).
- 1902—1912 рр. — Малий театр на Харківській набережній (не зберігся).
- 1903 р. — житлові будинки по вул. Дівоча, 3, 5. Охоронний № 260[14].
- 1904 р. — євангелічно-лютеранська парафіяльна Вознесенська гімназія в Провіантському пров., нині пров. Мар'яненка, 4.
- 1906 р. — торговий дім по вул. Єкатеринославській, нині Полтавський Шлях, 57. Охоронний № 274.
- 1906—1912 рр. — разом із І. І. Тенне, О. І. Ржепішевським, склади по вул. Коцарській, 18 (нині аптечна база). Охоронний № 320.
- 1908 р. — прибутковий будинок по Куликівському узвозу, 18. Охоронний № 253.
- 1909—1913 рр. — Гімназія товариства викладачів, вул. Чернишевська, 60 (нині навчальний корпус педуніверситету). Охоронний № 123.
- 1911 р. — приватна гімназія, Харківська наб., 4[15]. Охоронний № 472.
- 1911 р. — житловий будинок по Пушкінській вулиці (нині вулиця Григорія Сковороди), 53[15] (нині навчальний корпус Національного Фармацевтичного Університету). Охоронний № 102.
- 1911 р.- лікарня содового заводу, Лисичанськ[16](рос.)
- 1912 р. — житловий будинок Аладьїних по вул. Сумській, 44[15]. Охоронний № 87.
- 1912—1914 рр. — синагога в пров. Мордвинівському (нині Харківський планетарій), пров. Кравцова, 15[17].
- 1913 р. — надбудова будинку Харківського товариства взаємного кредиту на Павловській пл., 20. Охоронний № 322.
- 1914 р. — житловий будинок на Вознесенській площі (нині майдан Оборонний Вал, 13).
- 1915 р. — Єкатерининський театр мініатюр і оперети на подвір'ї садиби по вул. Єкатеринославській (нині Полтавський Шлях, 16).

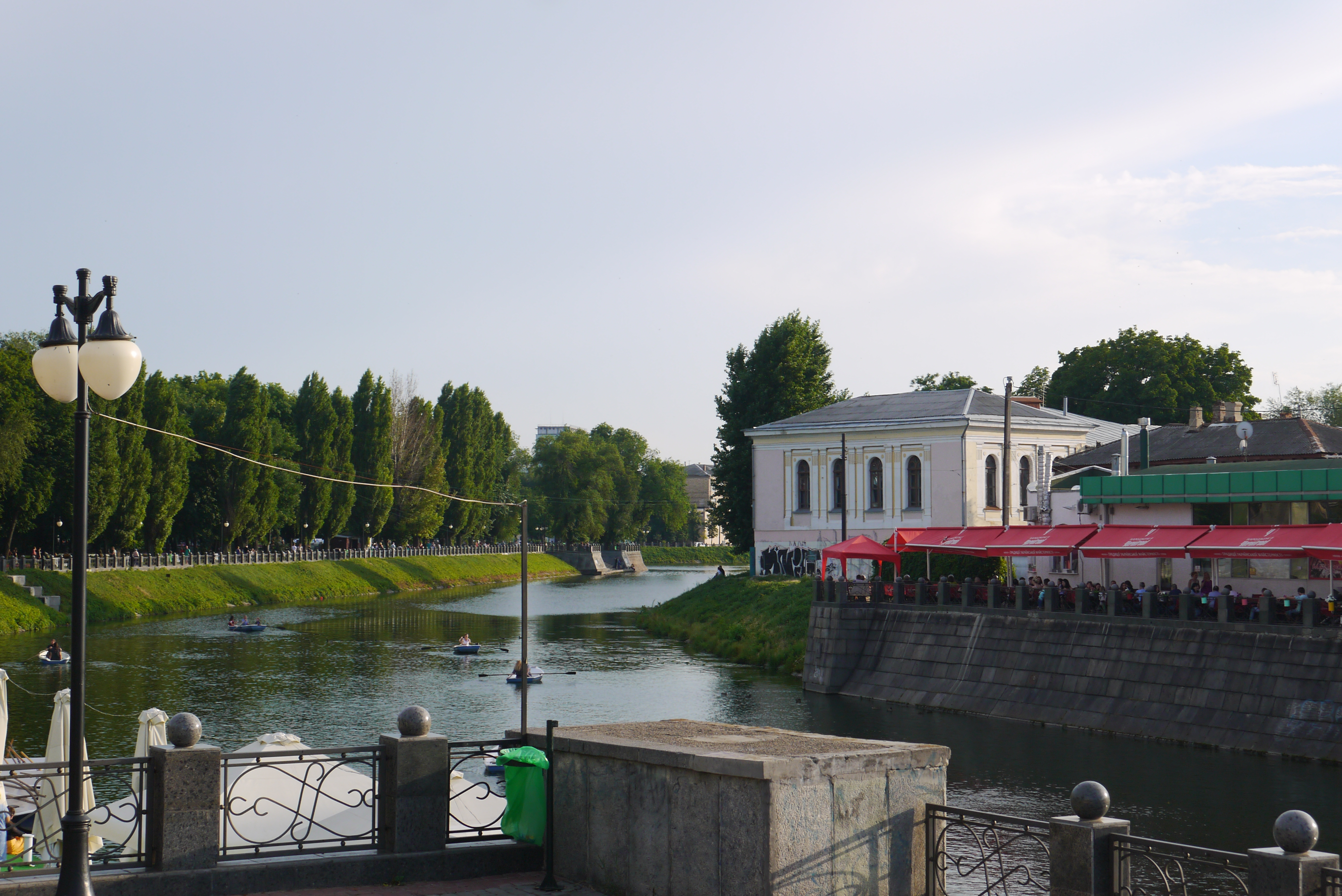
Готель «Версаль», вул. Конторська 1-А. Харків. Поч. XX ст.
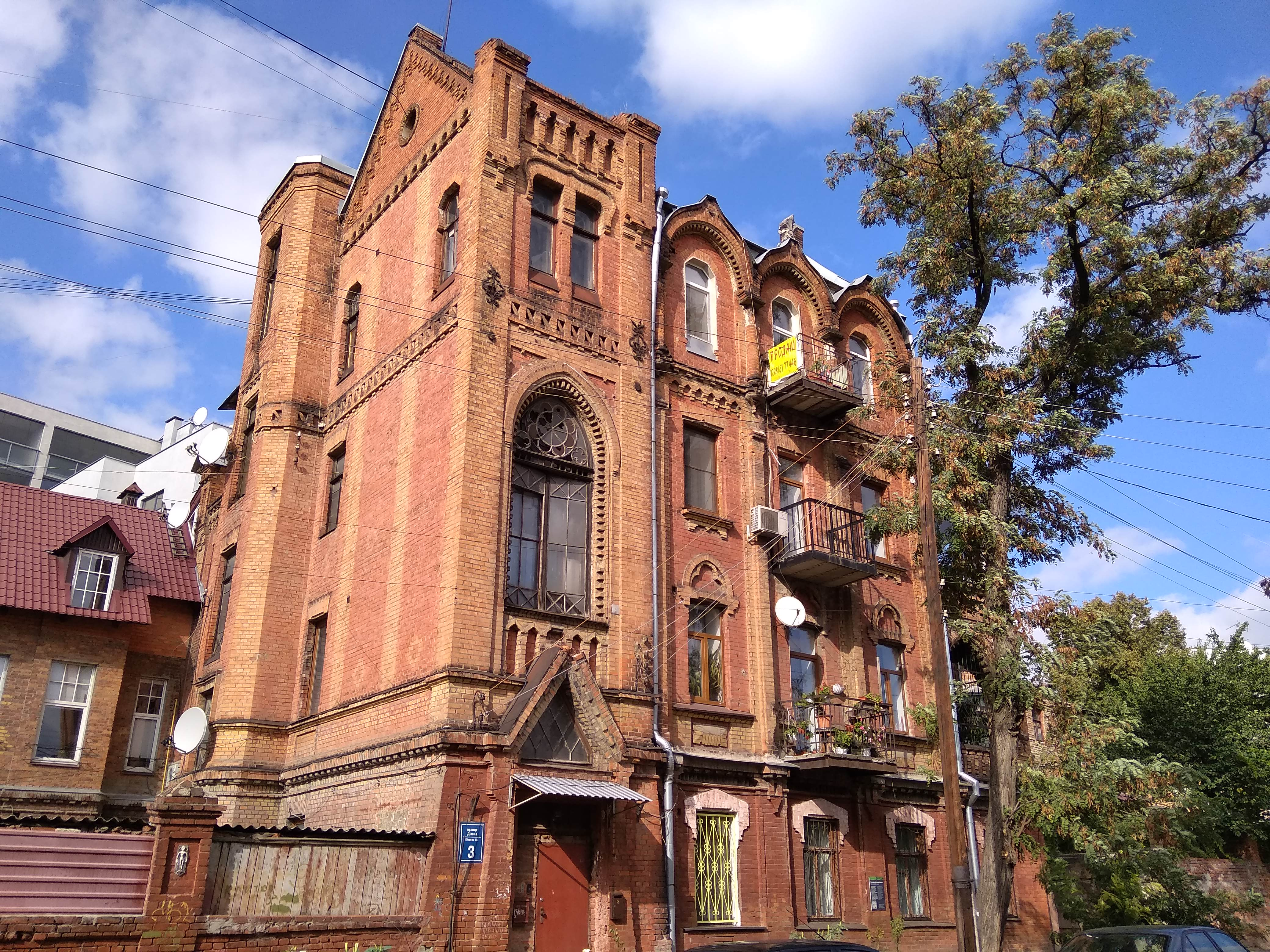
Будинок на вул. Дівочій, 3. Харків. 1903 р.
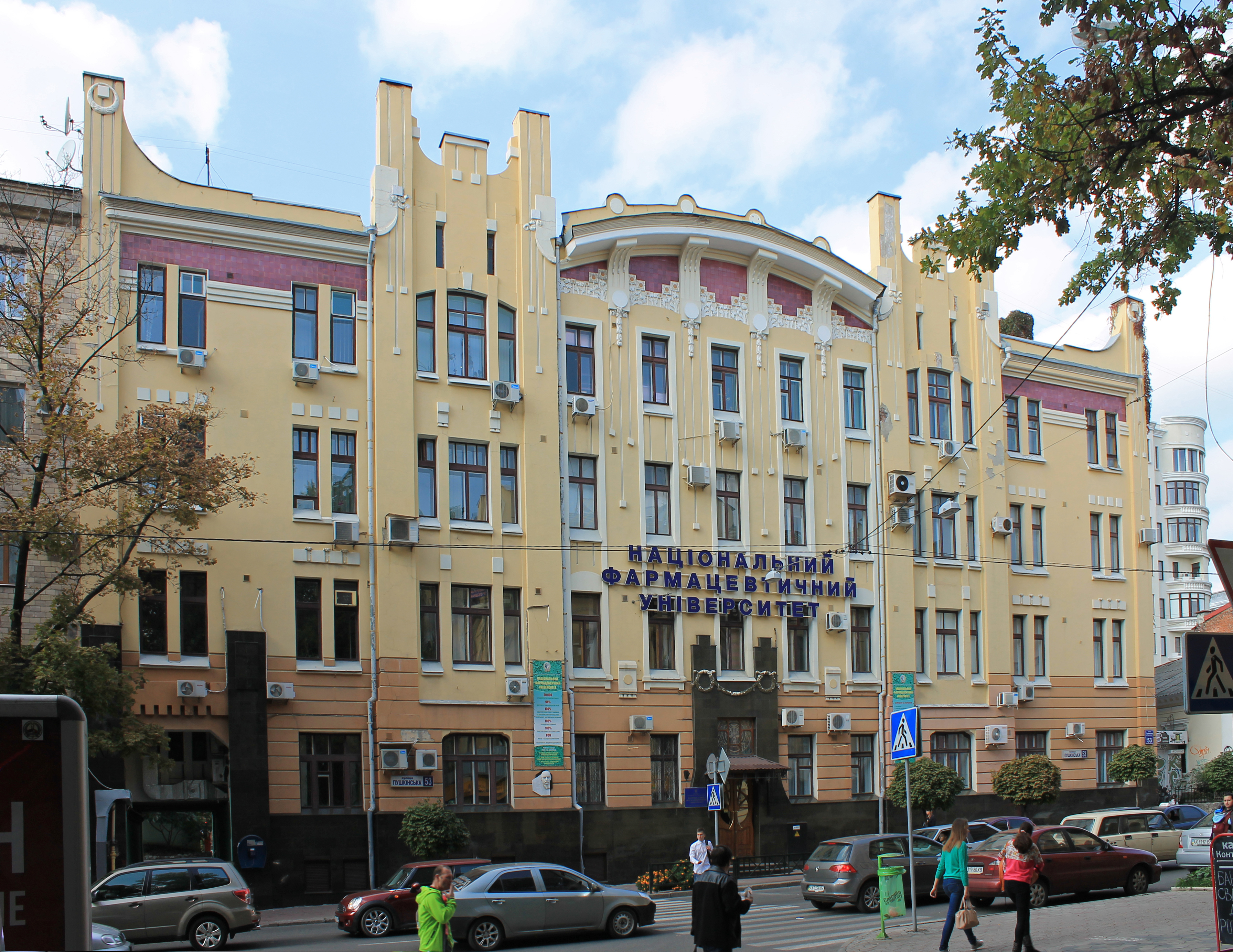
Національна фармацевтична академія, вул. Пушкінська, 53. Харків. 1911 р.
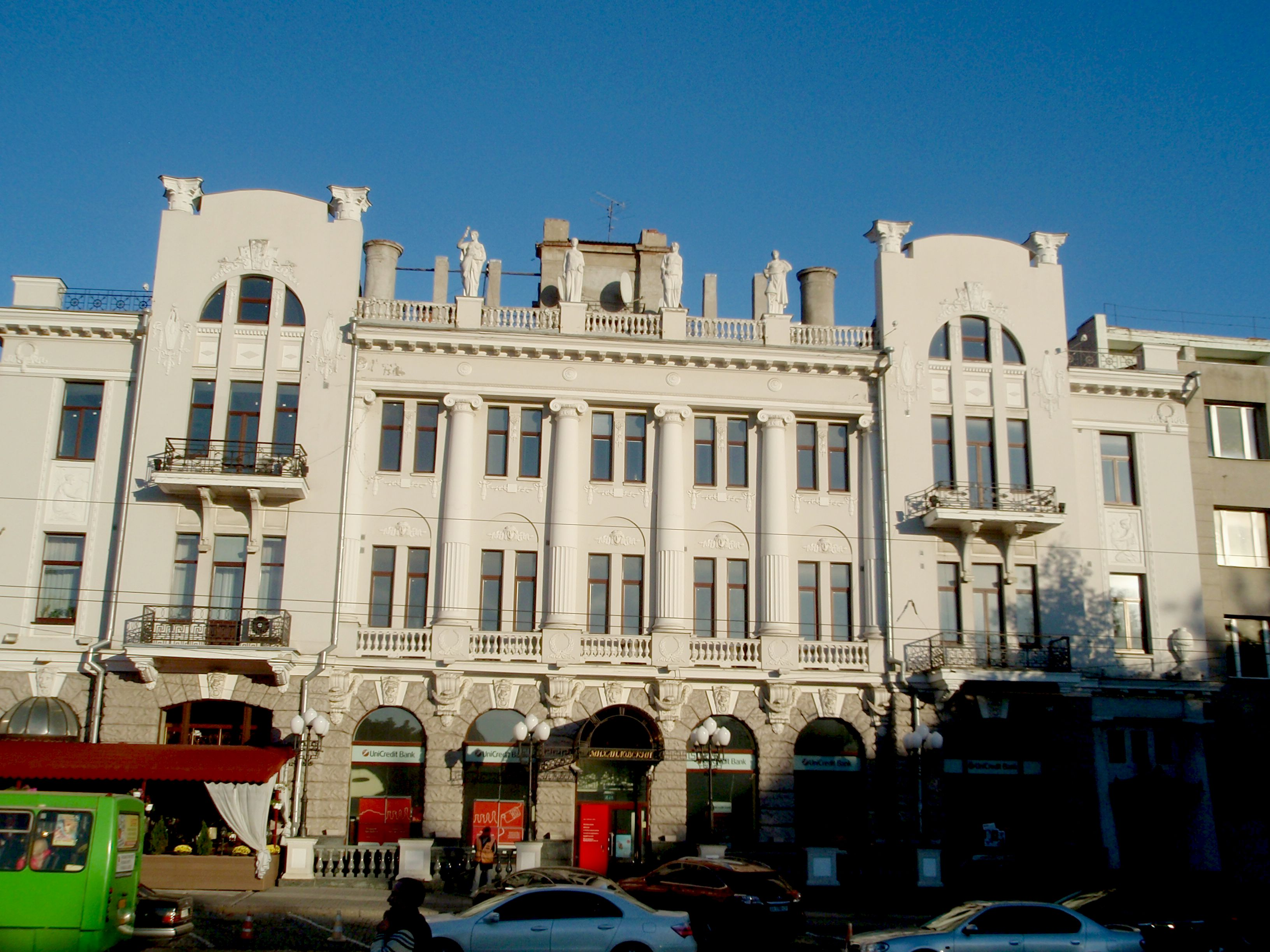
Будинок на вул. Сумській, 44. Харків. 1912 р.
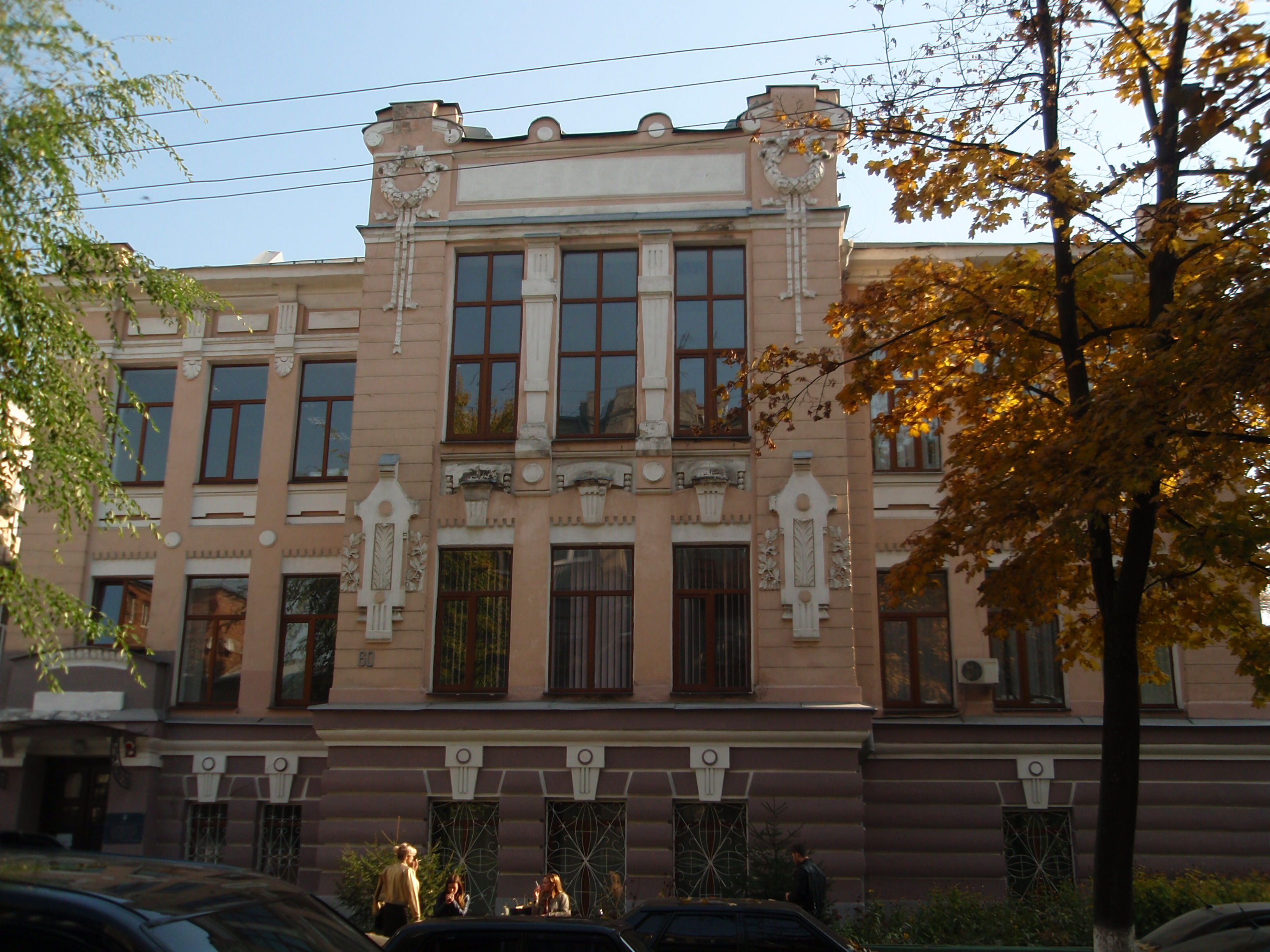
Гімназія товариства вчителів на вул. Чернишевській, 60. Харків. 1913 р.
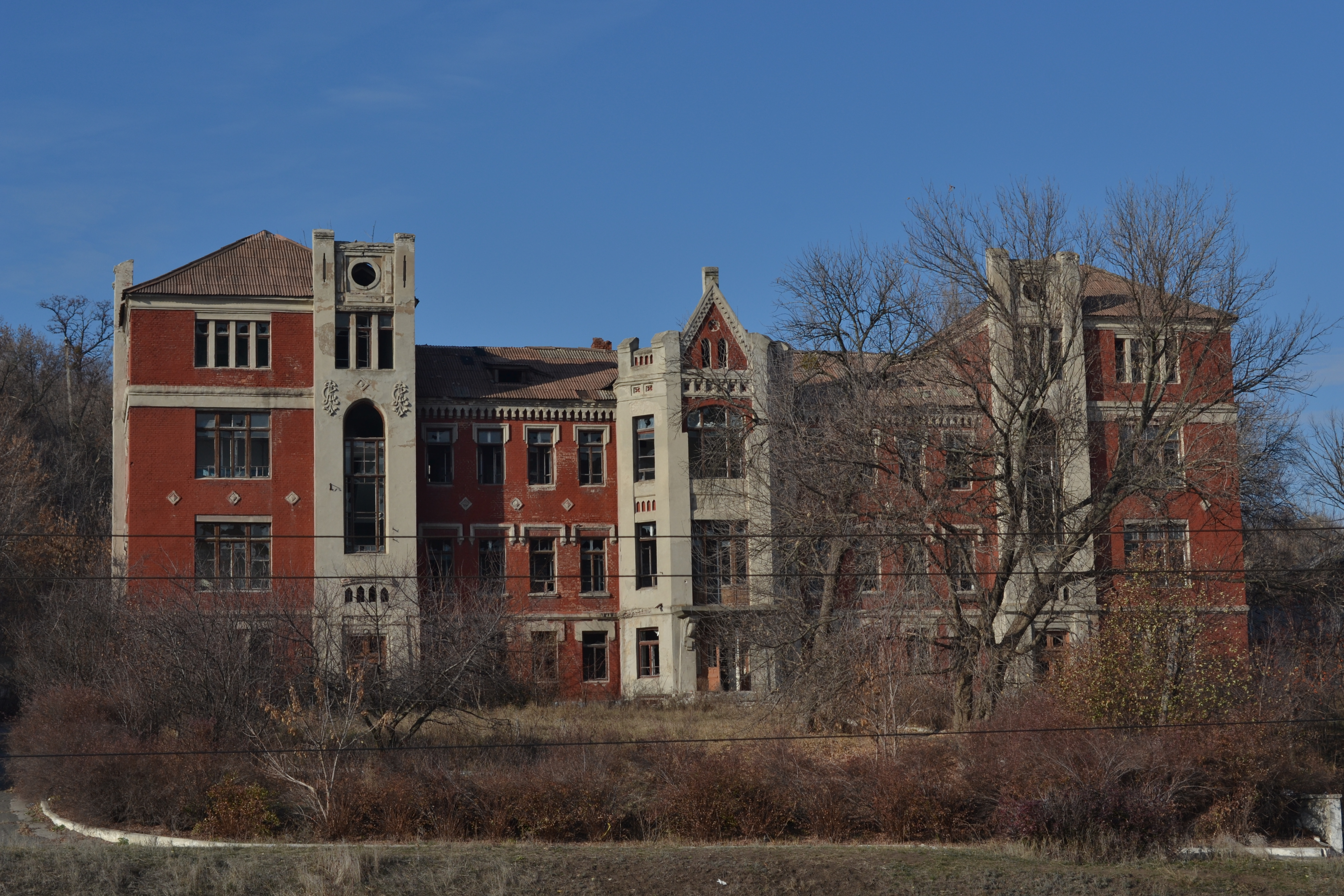
Лікарня заводу Донсода, Лисичанськ.1909 р.

## Пам'ять
18 березня 2015 року на будівлі на вул. Сумській, 44/2 урочисто відкрили меморіальну дошку архітектору, художнику та викладачеві Юлію Цауне. В урочистостях взяли участь заступник голови Харківської обласної ради Людмила Давидова, Надзвичайний та Повноважний Посол Латвійської Республіки в Україні Аргіта Даудзе, заступник голови облдержадміністрації Юлія Світлична.